# Фо-ла-Монтань
Фо-ла-Монта́нь (фр. Faux-la-Montagne) — коммуна во Франции, находится в регионе Лимузен. Департамент коммуны — Крёз. Входит в состав кантона Жантиу-Пижроль. Округ коммуны — Обюссон.
Код INSEE коммуны — 23077.

## Население
Население коммуны на 2010 год составляло 362 человека.
| 1962 | 1968 | 1975 | 1982 | 1990 | 1999 | 2010 |
| ---- | ---- | ---- | ---- | ---- | ---- | ---- |
| 695  | 565  | 417  | 396  | 391  | 394  | 362  |

## Экономика
В 2010 году среди 214 человек трудоспособного возраста (15—64 лет) 141 были экономически активными, 73 — неактивными (показатель активности — 65,9 %, в 1999 году было 70,9 %). Из 141 активных жителей работали 128 человек (70 мужчин и 58 женщин), безработных было 13 (7 мужчин и 6 женщин). Среди 73 неактивных 11 человек были учениками или студентами, 35 — пенсионерами, 27 были неактивными по другим причинам.